# Національний парк Асідзурі-Увакай
Національний парк Асідзурі-Увакай (яп. 足摺宇和海国立公園, Ashizuri Uwakai Kokuritsu Kōen) — це національний парк на південно-західній частині острова Сікоку, Японія. Парк розкинувся на невеликих ділянках на західній стороні Сікоку між префектурами Ехіме та Коті. Головною особливістю парку є мис Асідзурі, найпівденніша точка острова. Мис відомий великою субтропічною рослинністю та гранітними скелями, з яких відкривається вид на Тихий океан. Накахама «Джон» Мандзіро, перший японець, який відвідав Сполучені Штати, народився, зазнав корабельної аварії та був урятований неподалік від парку.